# Hamit Kaplan
Hamit Kaplan (né le 20 septembre 1934 et mort le 5 janvier 1976) est un lutteur turc spécialiste de la lutte libre. Il a participé à trois éditions des Jeux olympiques (1956, 1960, 1964) dans la catégorie des poids lourds.

## Palmarès

### Jeux olympiques
- Jeux olympiques de 1956 à Melbourne,  Australie
  -  Médaille d'or

- Jeux olympiques de 1960 à Rome,  Italie
  -  Médaille d'argent

- Jeux olympiques de 1964 à Tokyo,  Japon
  -  Médaille de bronze